# Forcipomyia cattleyarum
Forcipomyia cattleyarum är en tvåvingeart som beskrevs av Harant et Galan 1924. Forcipomyia cattleyarum ingår i släktet Forcipomyia och familjen svidknott. Inga underarter finns listade i Catalogue of Life.